# Šišák (květina)
Šišák (Scutellaria) je rozsáhlý rod bylin z čeledě hluchavkovitých, kde je řazen do podčeledě Scutellarioideae.

## Taxonomie
V České republice rostou dva původní druhy a třetí nepůvodní, zavlečený.
- Šišák vroubkovaný (Scutellaria galericulata) L.
- Šišák hrálovitý (Scutellaria hastifolia) L.
- Šišák vysoký (Scutellaria altissima) L.

Z nich je šišák hrálovitý uznán "Černým a červeným seznamem cévnatých rostlin ČR" i "Vyhláškou MŽP ČR č. 395 z roku 1992" za ohrožený druh (C2, §2).

## Výskyt
Je rozšířen ve všech pěti kontinentech, nejvíce v mírném pásmu, nevyskytuje se v aridních oblastech. V tropech roste především v horách, nejméně druhů se nachází v tropické Africe.

## Popis
Většina to jsou roční nebo víceleté rostliny dorůstající do výšky 5 až 100 cm, někdy vyrůstají z oddenků nebo hlíz, mnohdy jsou žláznatě chlupaté. Lodyhy mají přímé, jednoduché nebo rozvětvené, vstřícně vyrůstající listy přisedlé nebo s řapíky. Čepele jsou tvaru oválného, kopinatého až podlouhlého, s celistvým nebo mělce ozubeným okrajem.
Pyskaté květy vyrůstají jednostranně v párech nebo jednotlivě z úžlabí listenů. Jejich krátký kalich je dvoupyský, na hořejším pysku má miskovitý šupinovitý výrůstek. Dvoupyská koruna, s dlouhou trubkou většinou vytočenou nahoru, je barvy modré, bílé, fialové nebo růžové. Spodní pysk koruny je trojlaločný (střední lalok je nejširší), horní jednoduchý je vypouklý a tvoří přilbici. Tyčinky jsou čtyři, přední pár je delší než zadní, přiléhají k hornímu pysku. Svrchní semeník je tvořen dvěma plodolisty, blizny jsou ploché nebo kulovité. Po odkvětu se horní pysk kalichu zvětší a kryje plody než dozrají a vypadnou, což jsou čtyři hnědé nebo černé chlupaté tvrdky obsahující po jednom semeni (plůdku).

## Význam
V současnosti jsou široce diskutovány léčivé účinky, u nás ve volné přírodě nerostoucího, šišáku bajkalského (Scutellaria baicalensis) na nádorová a zánětlivá onemocnění. Tato rostlina je používána v tradiční čínské medicíně téměř proti všem lidským neduhům.